# Африкански отровници
Африканските отровници, още Пуфтящи усойници (Bitis) са род тропически змии от семейство Отровници. Родът включва най-едрия и най-дребния вид змии отровници. Разпространени са в цяла Африка и южната част на Арабския полуостров.

## Видове
- Bitis albanica
- Bitis arietans – Шумяща пепелянка
- Bitis armata
- Bitis atropos
- Bitis caudalis – Опашата усойница
- Bitis cornuta
- Bitis gabonica – Габонска усойница
- Bitis heraldica
- Bitis inornata
- Bitis nasicornis – Змия носорог
- Bitis parviocula
- Bitis peringueyi – Отровница джудже
- Bitis rhinoceros
- Bitis rubida
- Bitis schneideri
- Bitis worthingtoni
- Bitis xeropaga